# Dijkenburg
Dijkenburg (ook wel: Dyckenburch en Dijk en Burg) is een buitenplaats in de Nederlandse plaats Noordwijkerhout, provincie Zuid-Holland. Het huidige hoofdgebouw dateert uit 1926 maar staat op de plek van oudere voorgangers.

## Geschiedenis
De buitenplaats is ontstaan op de plek waar in 1625 de boerderij van Frans Claeszoon Elsgeest stond. Geldolph van Vladeracken kocht in 1678 de boerderij van de erfgenamen van Elsgeest. Hij werkte bij de rechtbank van Haarlem en gebruikte de boerderij als een buitenplaats. Geldolph liet de buitenplaats na aan zijn dochters Maria Susanna en Johanna Catharina. Die laatste trouwde in 1720 met Jan Hendrik van Dam en zo kwam de buitenplaats in handen van hun zoon, eveneens Jan Hendrik (†1780) geheten.

### Buitenplaats
In een akte van 1721 komt de naam Dijckenburch voor het eerst voor. De buitenplaats is dan 49 morgen groot en omvat onder andere een huis met bijgebouwen, landerijen, boomgaarden en een duinbos.
Na het overlijden van Jan Hendrik van Dam in 1780 kwam Dijkenburg aan zijn weduwe Johanna Cornelia Gerlings. In 1794 verkocht zij de buitenplaats aan Maria Cornalia Rietveld des Amorie, die Dijkenburg vervolgens verfraaide en een tuin in Engelse stijl liet aanleggen.

### Nieuw Leeuwenhorst
In 1801 volgde een openbare veiling. De nieuwe eigenaar Johan Valckenaer breidde het grondbezit uit tot 98 hectare, onder andere door de aankoop van de buitenplaats Leeuwenhorst. Reeds in 1805 werd Dijkenburg weer verkocht aan Hermanus Petrus Hoog. Deze hernoemde Dijkenburg tot Nieuw Leeuwenhorst en paste de overtuin aan in de Engelse landschapsstijl.  Mogelijk was de tuin ontworpen door Gijsbert van Laar.
Hermanus liet in 1847 de buitenplaats na aan zijn zoon Willem, die in 1863 een nieuw landhuis liet bouwen.
In 1901 volgde een openbare verkoop, waarbij Jan Plemp de nieuwe eigenaar werd. Hij liet het huis twee jaar later aanpassen.

### Brand en herbouw
In 1925 brandde het huis af toen de aanleg van centrale verwarming leidde tot een schoorsteenbrand. Eigenaar Henri Hubrecht liet architect Van Nieukerken in 1926 een nieuw landhuis bouwen.
Nadat Louise Hubrecht - de zuster van Henri - in 1940 was overleden kocht Daniël Parmentier de buitenplaats aan. Dijkenburg werd echter door de Duitse bezetter gevorderd die vervolgens grote schade aan het huis toebracht. In 1945 verhuurde Parmentier het huis aan de Aloysius-stichting die de schade herstelde en er het noviciaat Mater dolorosa in onderbracht.

### Camping en discotheek
In 1950 volgde opnieuw een verkoop. De nieuwe eigenaren G.F. Noordam en Henk de Groot gebruikten de buitenplaats om groepen repatrianten uit Nederlands-Indië te huisvesten. Met de overname in 1961 door Peter Beuk werd het huis het hotel Dijk en Burg en kwam er in het park een jongerencamping. Dijkenburg werd gedurende een periode van 25 jaar bezocht door studentenverenigingen voor hun ontgroeningen. Een van de deelnemers was kroonprins Willem-Alexander.
In 1992 werd in het hoofdgebouw de discotheek The Classic ondergebracht.

### Restauratie
Nadat Dijkenburg in 2001 door ondernemer Harrie Vink was aangekocht volgde een uitgebreide restauratie die in 2006 werd afgerond. De plannen om de buitenplaats als kliniek in te richten gingen na het overlijden van Vink in 2016 niet door.

### Park
In de 19e eeuw is het park omgezet in de Engelse landschapsstijl. Tegenover het hoofdgebouw werd een vijver aangelegd met in het verlengde de Koepelberg. De vijver, de Koepelberg en de overtuin behoren tegenwoordig tot het park Nieuw Leeuwenhorst.